# Duits kenteken

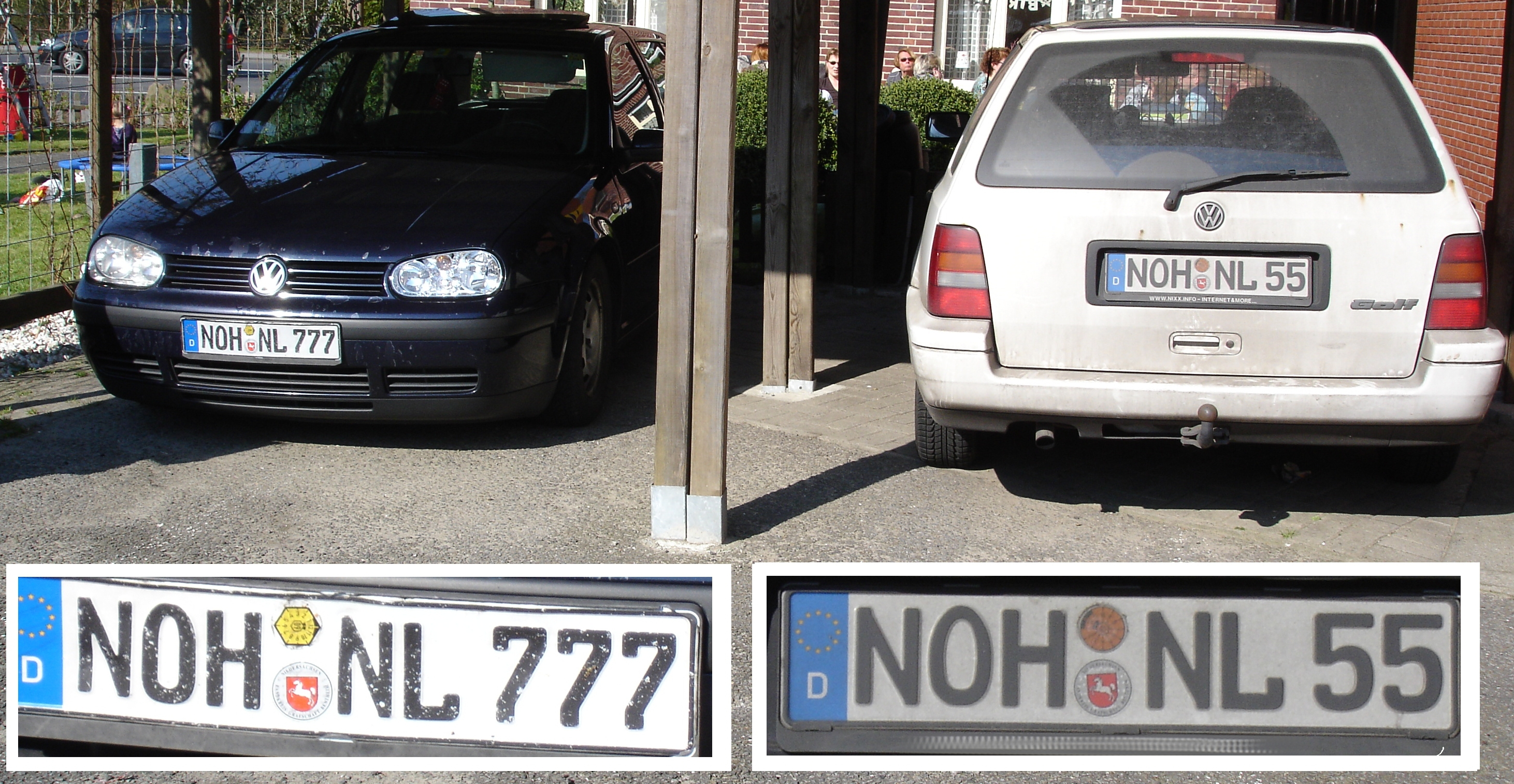
In Duitsland wordt gebruikgemaakt van de mogelijkheid om zelf een kenteken te kiezen. Deze auto's zijn van Nederlanders die in Duitsland wonen (in de Grafschaft Bentheim, kenteken NOH) in de deelstaat Nedersaksen

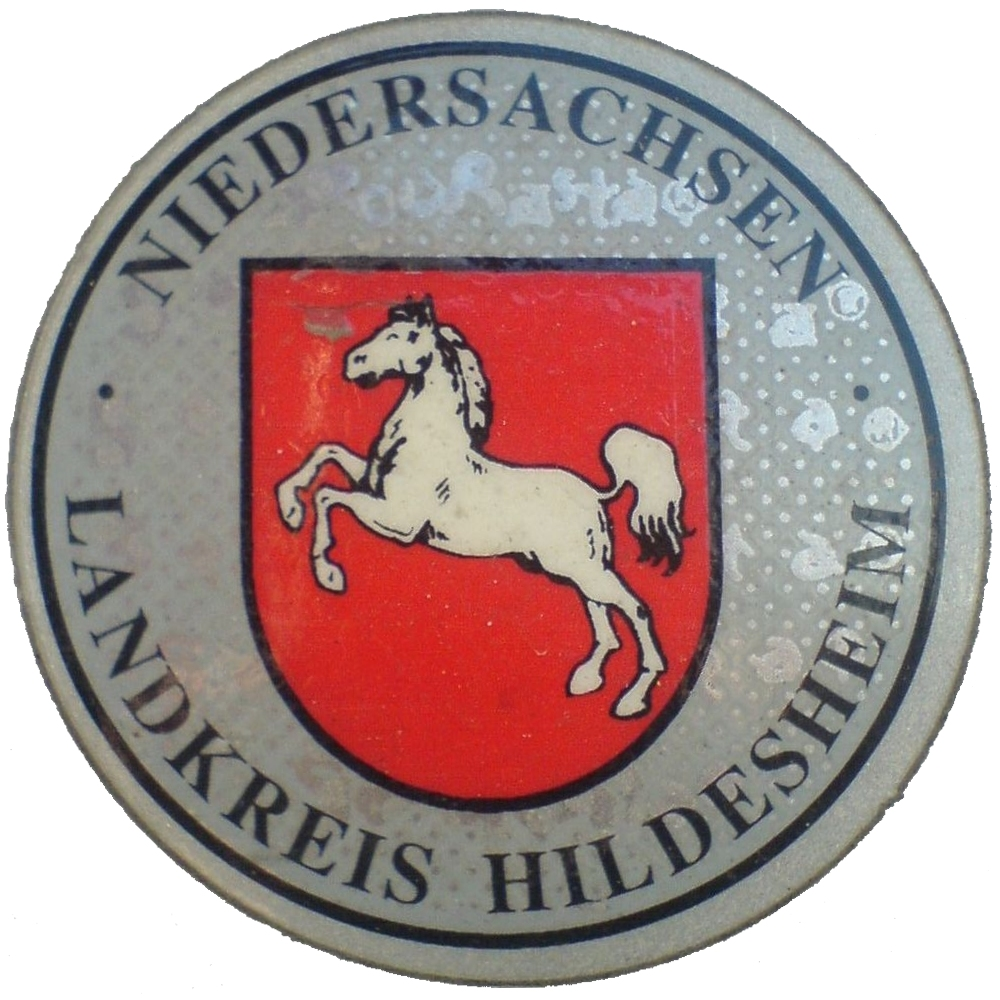
Deze Zulassungsplakette toont aan dat het voertuig in de deelstaat Nedersaksen is geregistreerd.

Een Duits kenteken is een kenteken van een voertuig uit Duitsland. Het bestaat uit cijfers en letters. Het kenteken begint met de Kfz-code, van Kraftfahrzeug, een lettercode die de plaats van registratie aangeeft (vaak een district). Overheidsinstanties hebben soms een eigen letter, zoals de Y (Bundeswehr).
Na de plaatscode komen een of twee letters en twee tot vier cijfers. Het totale aantal tekens is minimaal vier (Met uitzondering van sommige politici). In sommige kleinere plaatsen is het aantal cijfers beperkt tot drie. Sinds 26 september 2015 staat bij elektrische auto's en sommige hybride voertuigen de letter E achteraan het kenteken.
Sinds juli 2012 is het binnen de deelstaat Noordrijn-Westfalen mogelijk het kenteken, inclusief de plaatscode, bij verhuizing naar een andere registratieplaats te houden. Sinds 1 januari 2015 kan dat in heel Duitsland.
Een overzicht van de Duitse kentekens is te vinden in de lijst van Duitse kentekens.

## Plaats

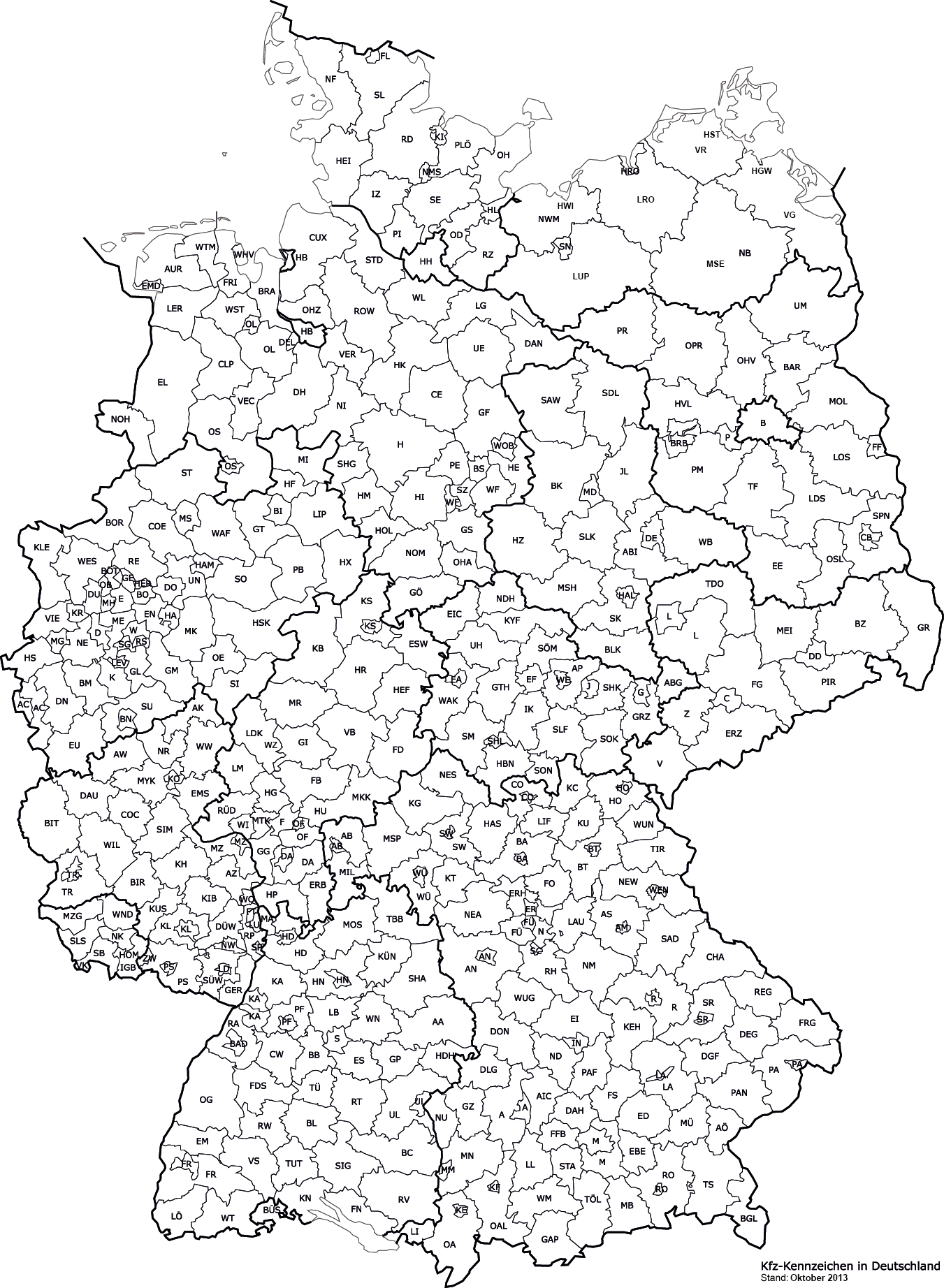
Indeling van de Duitse kentekenregio's

De plaats waar het voertuig geregistreerd staat was eerder een Landkreis (of Kreis geheten) of een kreisfreie Stadt. Sinds 2012 mag men de lettercode van een voormalige Landkreis of kreisfreie Stadt kiezen die onderdeel van een andere Landkreis of kreisfreie Stadt uitmaakt. Bijvoorbeeld kiezen veel inwoners van Gladbeck hun GLA boven het RE van de Landkreis Recklinghausen waarbij Gladbeck sinds 1976 hoort. De lettercode is minimaal één letter en maximaal drie letters lang. Als meerdere steden met dezelfde letter beginnen dan krijgt de grootste stad de enkele letter (bijvoorbeeld, B is de code voor Berlijn).
Een bijzonderheid zijn de Hanzesteden: hun Kfz-code begint met een H voor Hanze. Daarom heeft de grootste stad die met een H begint, Hamburg, niet H als code maar HH voor Hansestadt Hamburg. H is de code van het kleinere Hannover.
Veelal bestaat de mogelijkheid de daaropvolgende letter- en cijfercombinatie zelf te kiezen, voor zover deze nog niet uitgegeven is en ook niet voor motoren gereserveerd is. Deze combinatie kan dan voor een maand worden gereserveerd. Het toekennen van deze combinatie is onder voorbehoud van goedkeuring door de bevoegde instantie.
Veel Duitsers kennen de Kfz-codes van grote steden of ten minste van hun omgeving. De codes worden daarom ook elders dan op kentekens gebruikt. Zo ziet men in de regio Hamburg wegwijzers naar HH-Bahrenfeld (de stadswijk Hamburg-Bahrenfeld), waarbij bekend wordt verondersteld dat HH de code is voor Hamburg. Maar ook buiten het verkeer is het populair om steden kort door de code aan te wijzen.

## Rode kentekenplaten
Kentekenplaten met rode cijfers en letters zijn handelaarsplaten als ze beginnen met de cijfers 05 of 06, en platen voor een Youngtimer als ze beginnen met het cijfer 07. Deze laatste categorie kentekens mag echter niet voor dagelijks gebruik benut worden.

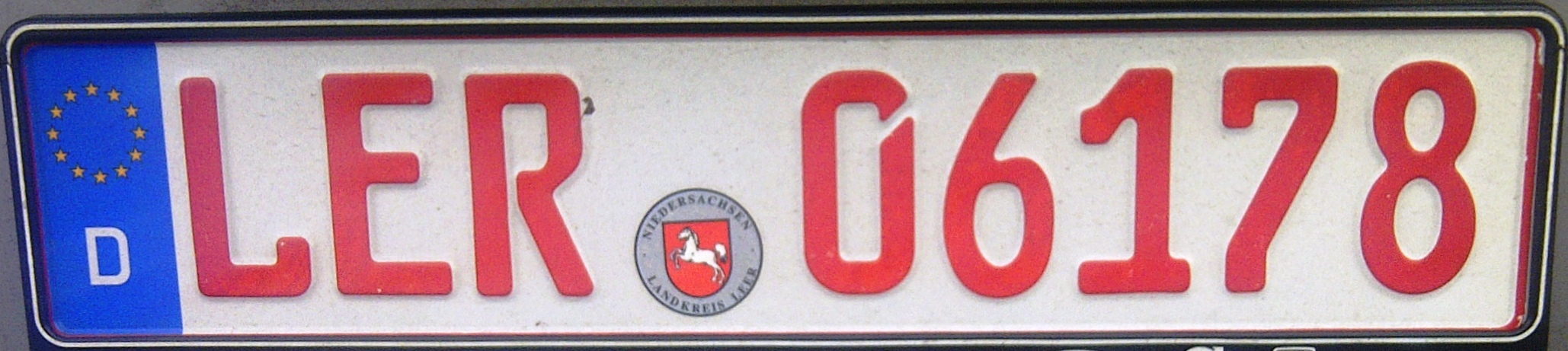
Handelaarskenteken (Leer)

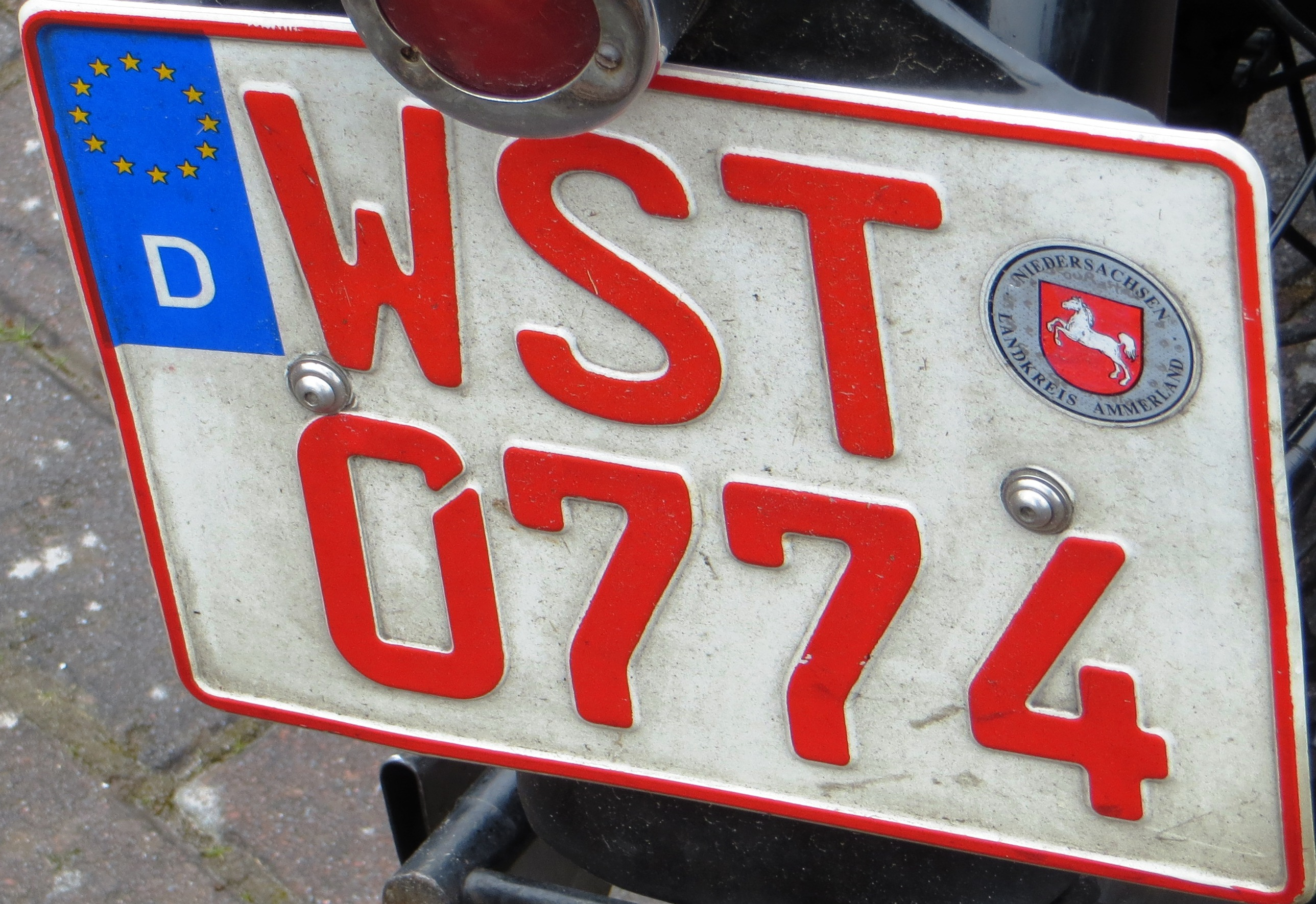
youngtimer kenteken (Ammerland)

## Groene kentekenplaten
Kentekenplaten met groene cijfers en letters, zijn platen voor voertuigen die vrijgesteld zijn van de belasting.

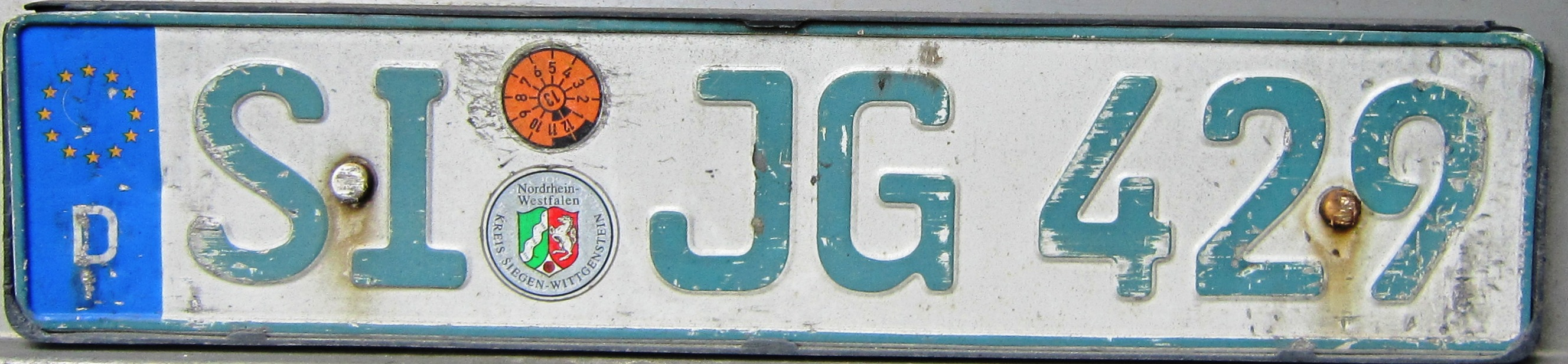
Vrijgesteld van belasting (Siegen-Wittgenstein)

## Kentekenplaten voor elektrische auto's
Elektrische auto's hebben een E aan het eind van het kenteken, zodat voor hulpverleners te zien is dat ze met een elektrische auto te maken hebben.
Verder hebben deze auto's in veel plaatsen voordelen, zoals gratis parkeren.

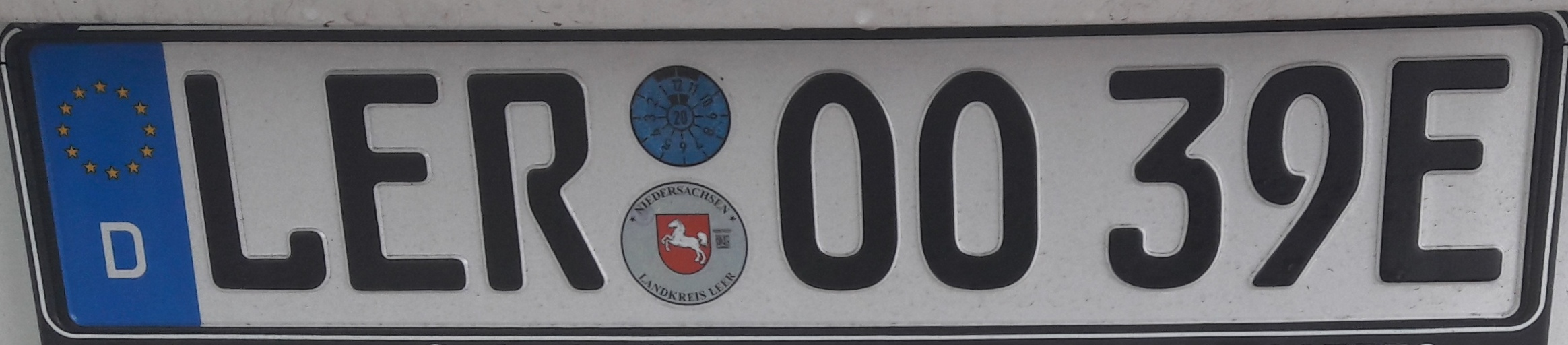
elektrische auto (Leer)

## Kentekenplaten met beperkte geldigheid
In Duitsland kun je kentekenplaten krijgen met beperkte geldigheid. Dit zijn platen waarmee je alleen in een bepaalde periode mag rijden. Deze platen komen veelal voor op motoren en campers. Dan zijn deze voertuigen alleen verzekerd tijdens de aangegeven periode.

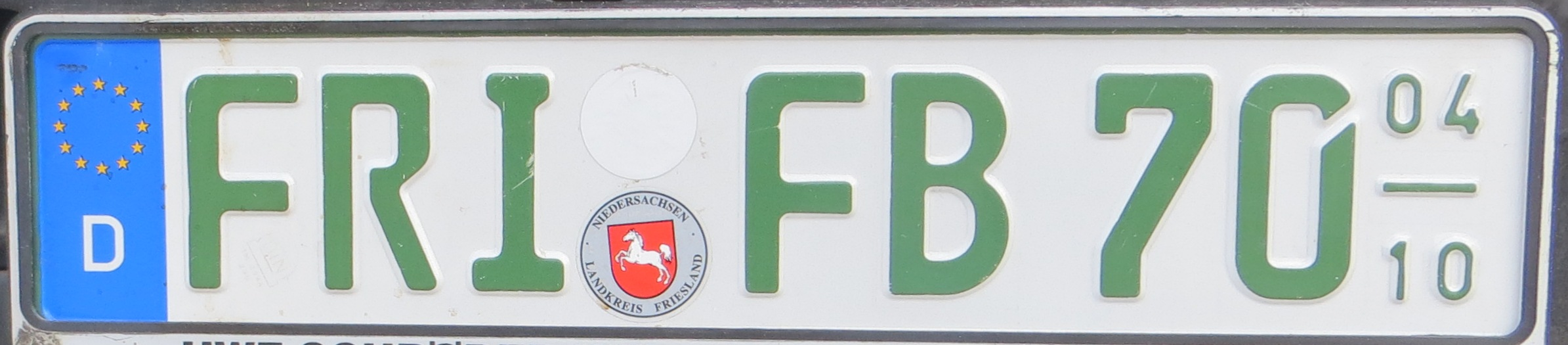
Geldig van april t/m oktober (Friesland)

## Tijdelijke kentekenplaten en wisselkentekenplaten
Tijdelijke kentekenplaten hebben een geel of rood vlak aan de rechterzijde, met de datum tot wanneer ze geldig zijn. Geel is bedoeld om, als men in een andere Kreis een voertuig koopt, naar de eigen Kreis te rijden. Rood is voor de export naar het buitenland. In de gekleurde balk is de einddatum te zien tot wanneer de nummerplaat geldig is. Uitvoer naar Nederland mag ook met een Geel vlakje. Die zijn ook veel goedkoper vanwege de WA verzekering die maar vijf dagen duurt. In beide gevallen moet er een ontheffing aangevraagd worden om er in Nederland als ingezetene (maximaal 14 dagen) ermee te mogen rijden tot de registratie bij de RDW.
Sinds 1 juli 2012 is het mogelijk om twee auto's te hebben met slechts één kenteken. Voorwaarde is wel dat de beide auto's in dezelfde categorie vallen. Beide voertuigen mogen niet gelijktijdig gebruikt worden.

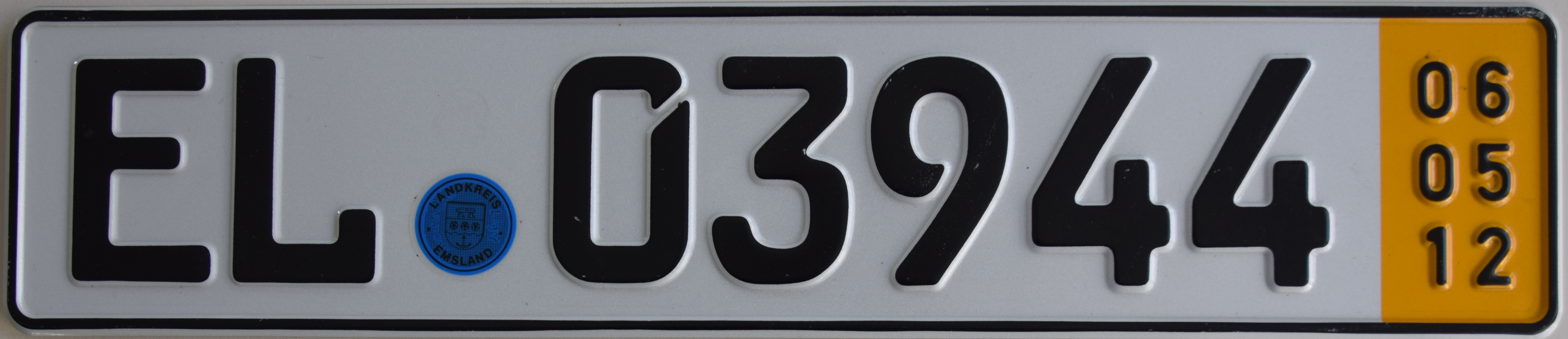
Tijdelijk kenteken (Emsland)

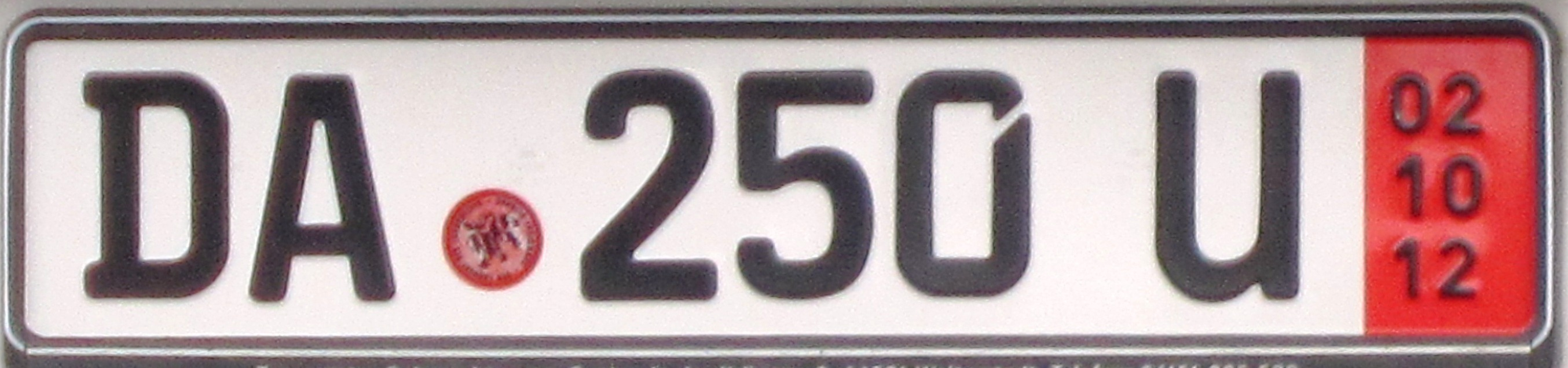
Exportkenteken (Darmstadt)

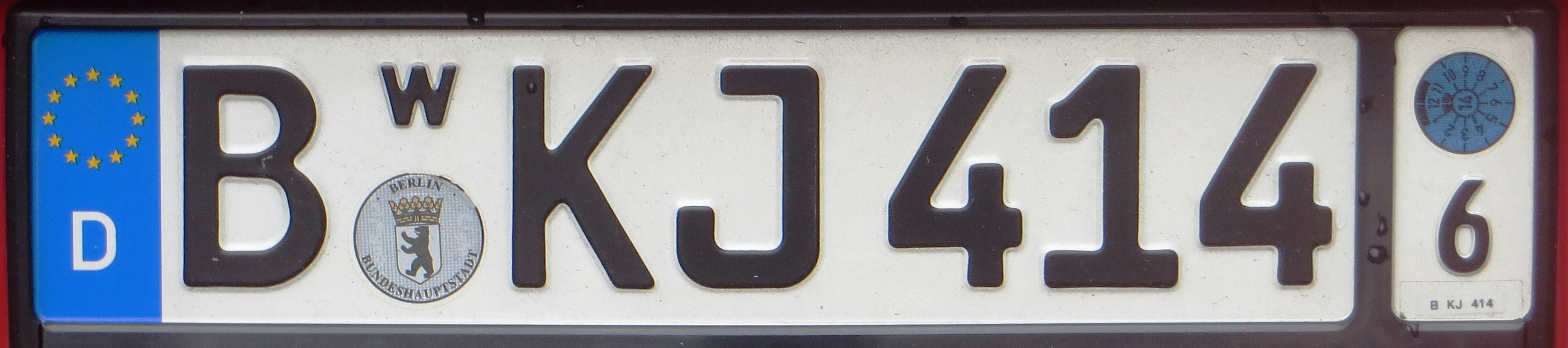
Wissel kenteken uit Berlijn

## "H"-Kennzeichen
Deze nummerplaten zijn gewone nummerplaten eindigend op een "H". Een zogenoemd "H"-Kennzeichen is bedoeld voor oldtimers (H=historisch). Dit kan worden aangevraagd als de auto 30 jaar of ouder is. Het voertuig wordt dan gekeurd op diverse punten zoals technische staat, milieubelasting en originaliteit. Wanneer de auto wordt goedgekeurd volgt toekenning van het "H"-Kennzeichen. Het bestaande kenteken wordt dan uitgebreid met de letter H.
H-kentekens hebben voor de bezitter als voordeel dat een gunstig belastingtarief voor het voertuig geldt. Ook zijn H-kentekens uitgezonderd van de beperkingen van milieuzones.

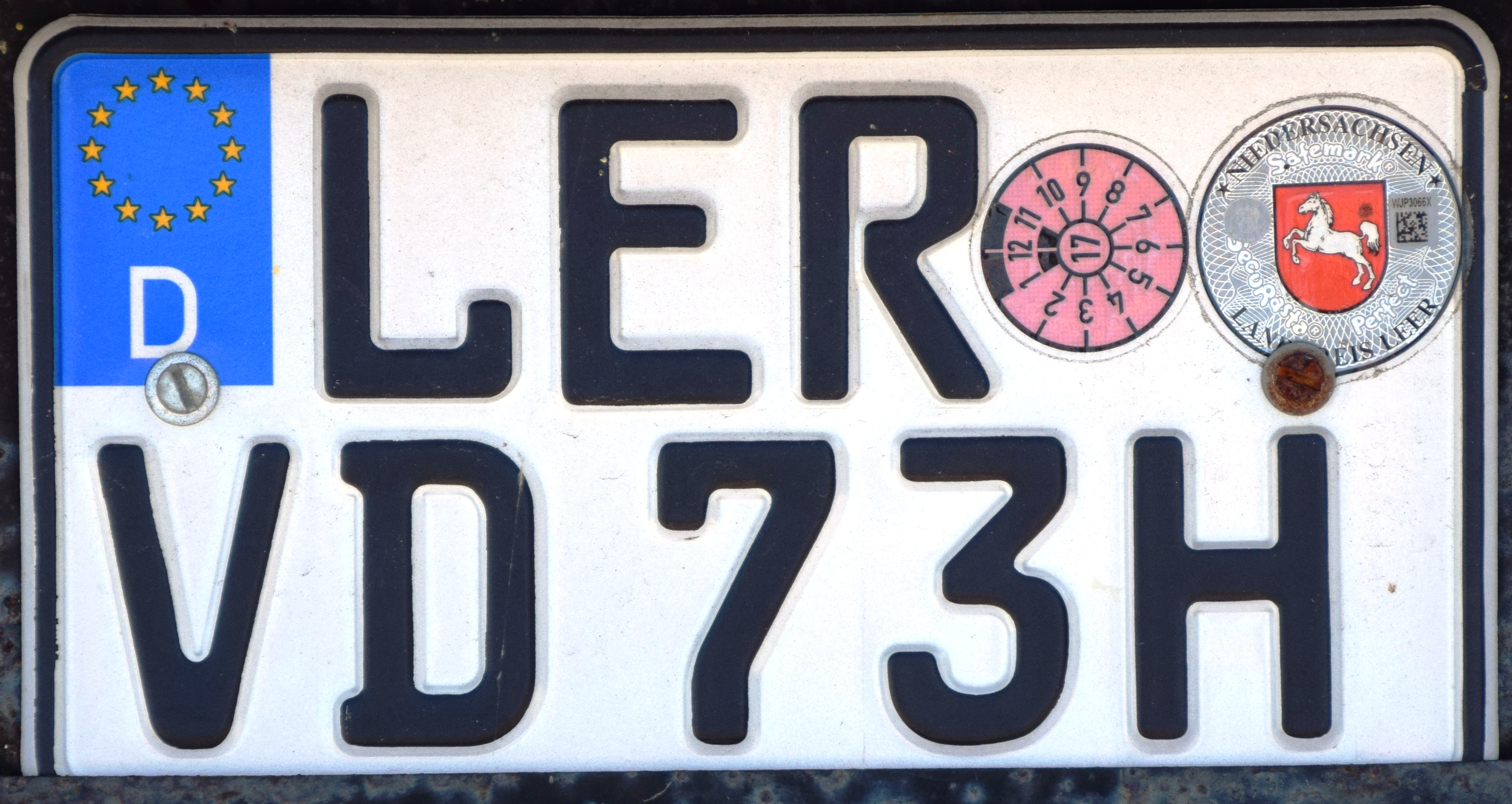
Historisch kenteken (Leer)

## Overheid
In Duitsland zijn diverse overheidsinstanties die hun eigen kentekenplaten hebben. Zo beginnen de kentekenplaten van de Bundespolizei met BP, de Technisches Hilfswerk met THW. Kentekenplaten van de Bundeswehr beginnen met de letter Y en zijn voorzien van de Duitse vlag. De deelstaten van Duitsland hebben voor overheidsvoertuigen een eigen kentekenplaat, zoals NRW voor Noordrijn-Westfalen (vroeger RWL).

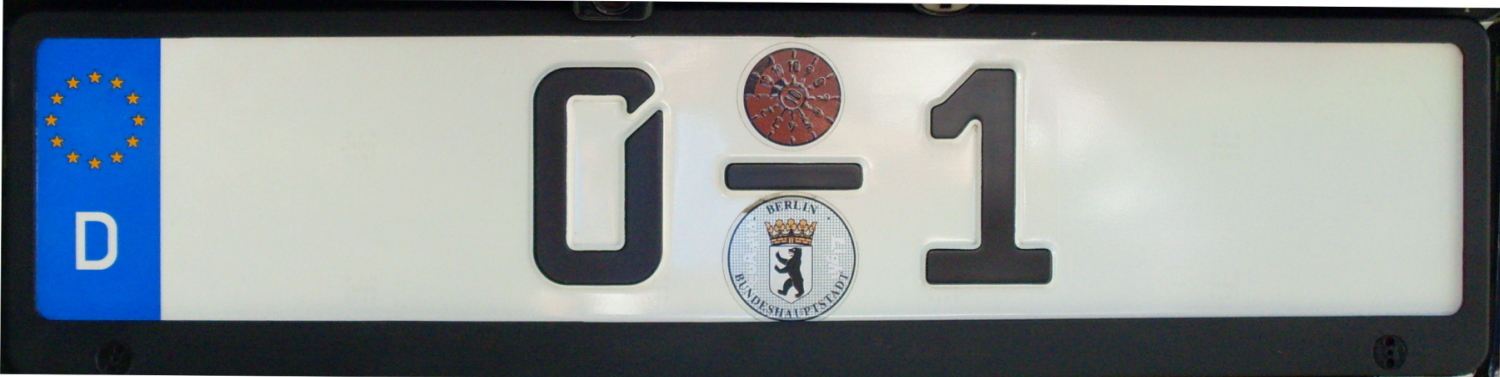
Bondspresident

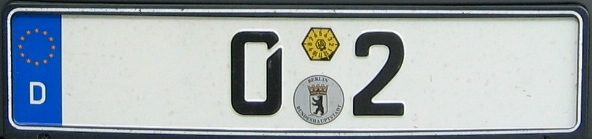
Bondskanselier

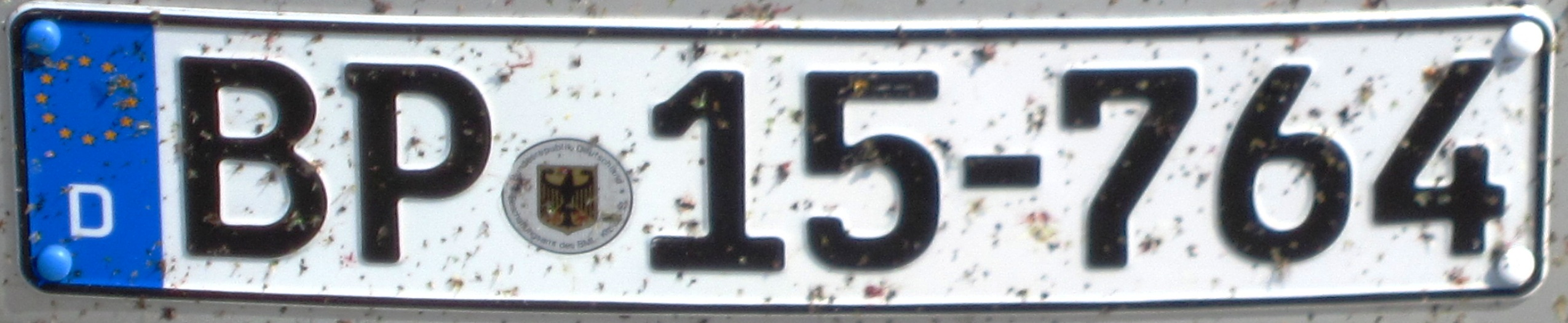
Bundespolizei

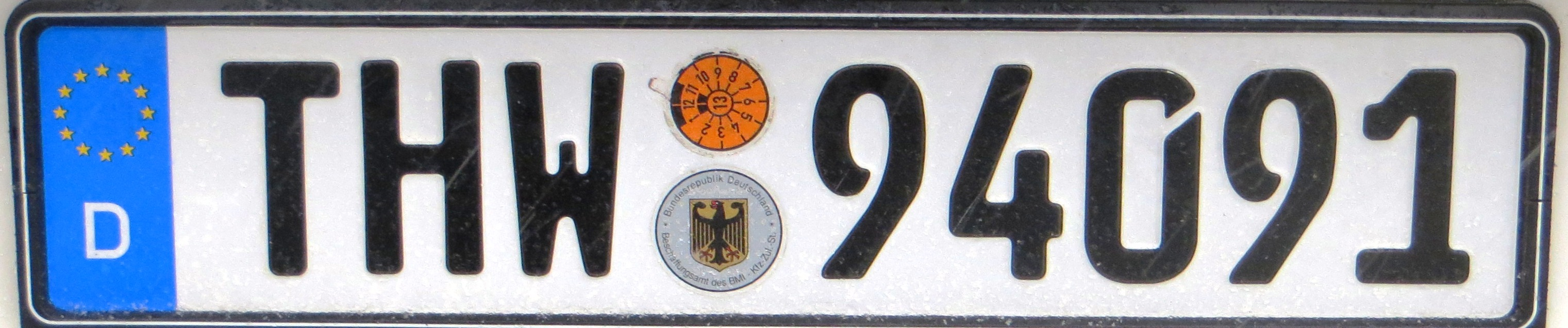
Technisches Hilfswerk

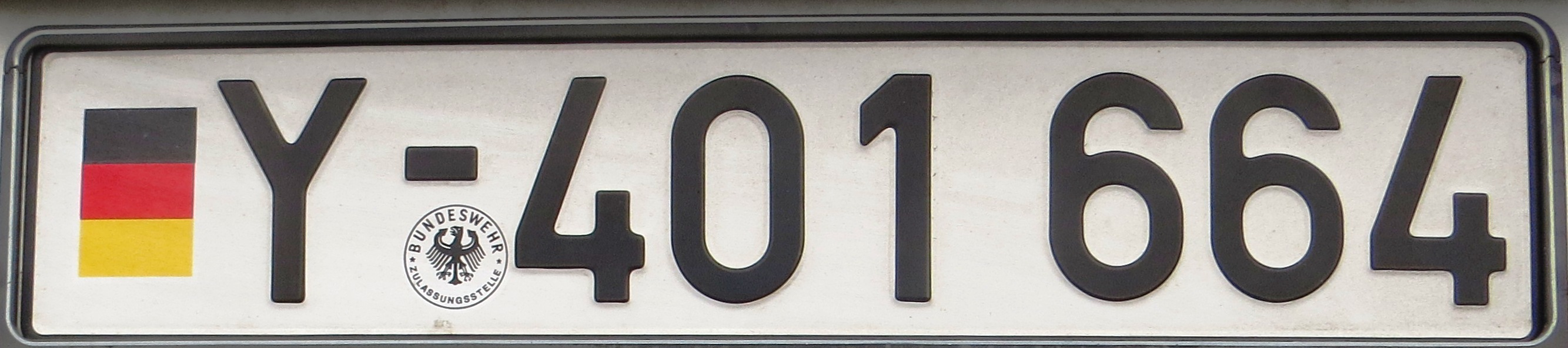
Bundeswehr

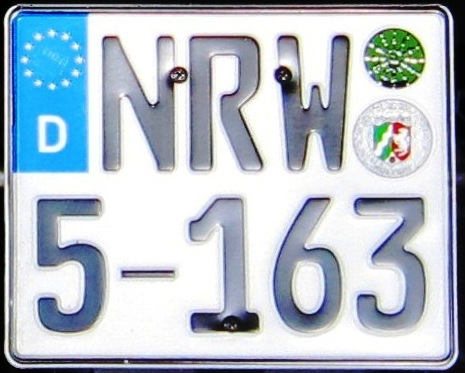
Noordrijn-Westfalen

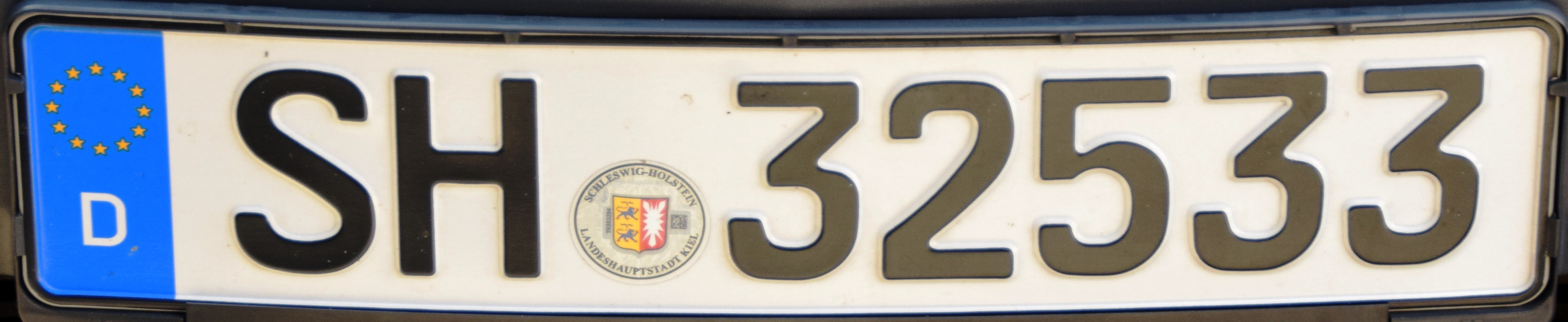
Schleswig-Holstein

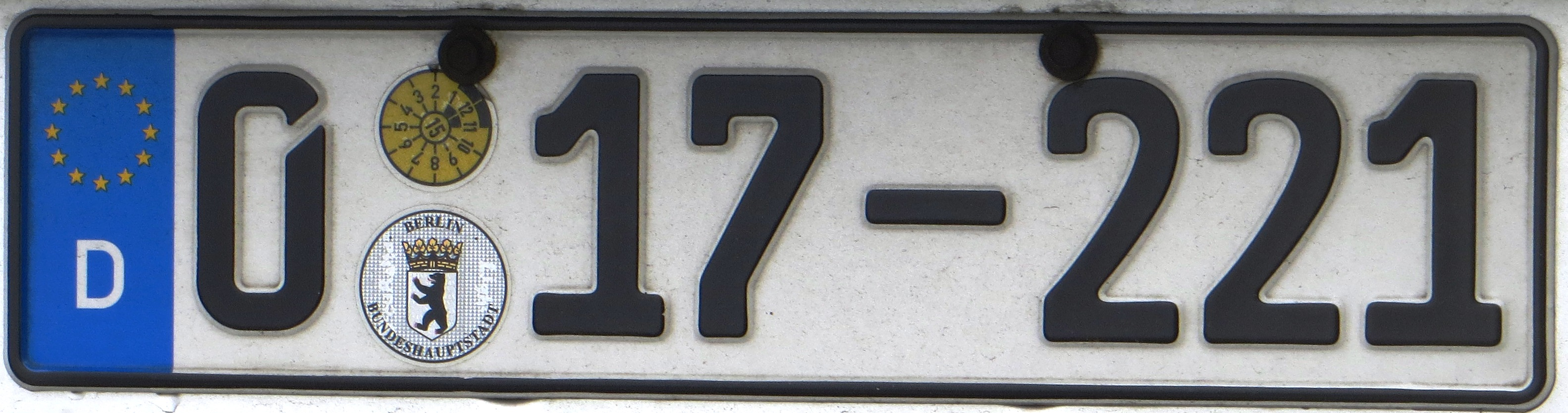
Corps Diplomatic U.S.A.

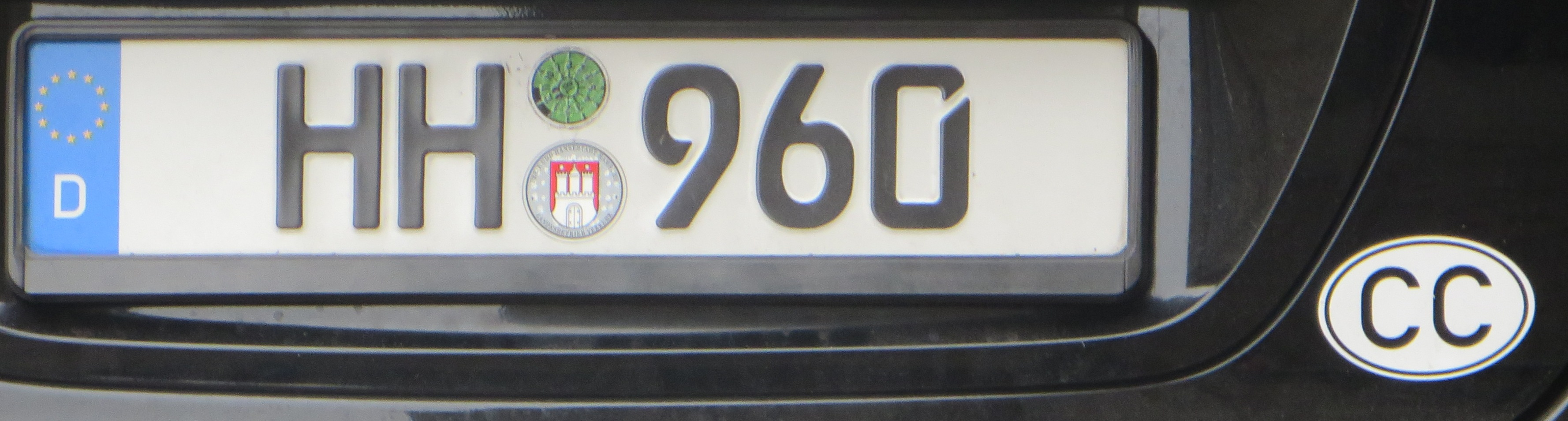
Corps consulaire Hamburg

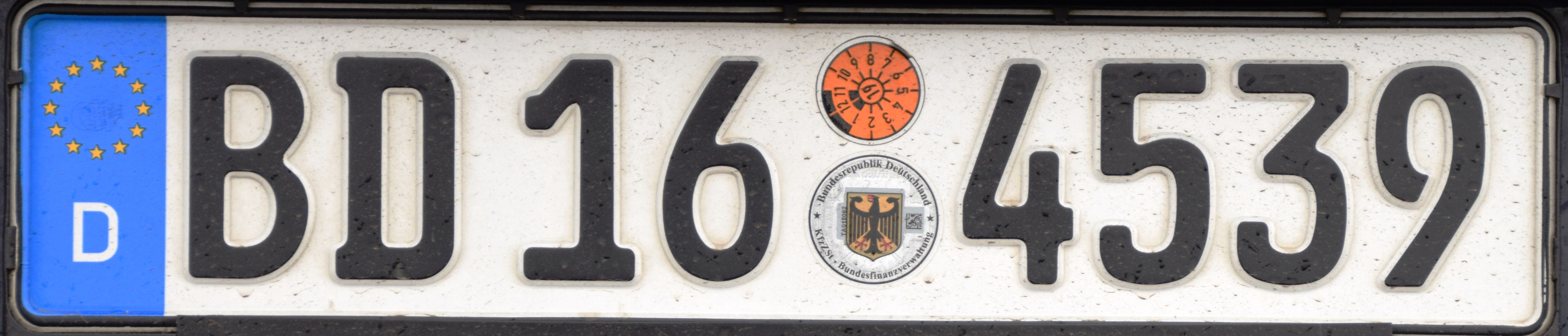
Douane/zoll

### Overige Federale kentekenplaten
0 – 1 0 Bondspresident
0 – 2 0 Bondskanselier
0 – 3 0 Federale Minister van Buitenlandse zaken
0 – 4 0 Staatssecretaris Buitenlandse zaken
1 – 1 0 President van de Duitse Bondsdag
BD 1–… Duitse Bundestag
BD 2–… Reserve
BD 3–… Federale Raad
BD 4–… Federaal Constitutioneel Hof
BD 5–… Presidentieel bureau
BD 6–… Federale kanselarij
BD 7–… Buitenlandse Zaken
BD 8–… Reserve
BD 9–… Federaal Ministerie van Binnenlandse Zaken
BD 10–… Federaal ministerie van Justitie en consumentenbescherming
BD 11-… Federaal Ministerie van Financiën
BD 12–… Federaal ministerie van Economie en Energie
BD 13–… Federaal Ministerie van Verkeer en Digitale Infrastructuur
BD 14–… Federaal Ministerie van Voeding en Landbouw
BD 15–… Federaal Ministerie van Arbeid en Sociale Zaken
BD 16–… Federale financiële administratie (douane)
BD 17–… Reserve
BD 18–… Federaal Ministerie van Defensie
BD 19–… Federaal ministerie van Onderwijs en Onderzoek
BD 20–… Federaal Ministerie van Milieu, Natuurbehoud, Bouw en Nucleaire Veiligheid
BD 21–… Federaal Ministerie voor Familiezaken, Senioren, Vrouwen en Jeugd
BD 22–… Federaal Ministerie van Volksgezondheid
BD 23–… Reserve
BD 24–… Reserve
BD 25–… Reserve
BD 26–… Federaal Ministerie voor Economische Samenwerking en Ontwikkeling

## Afbeeldingen van grappige kentekenplaten

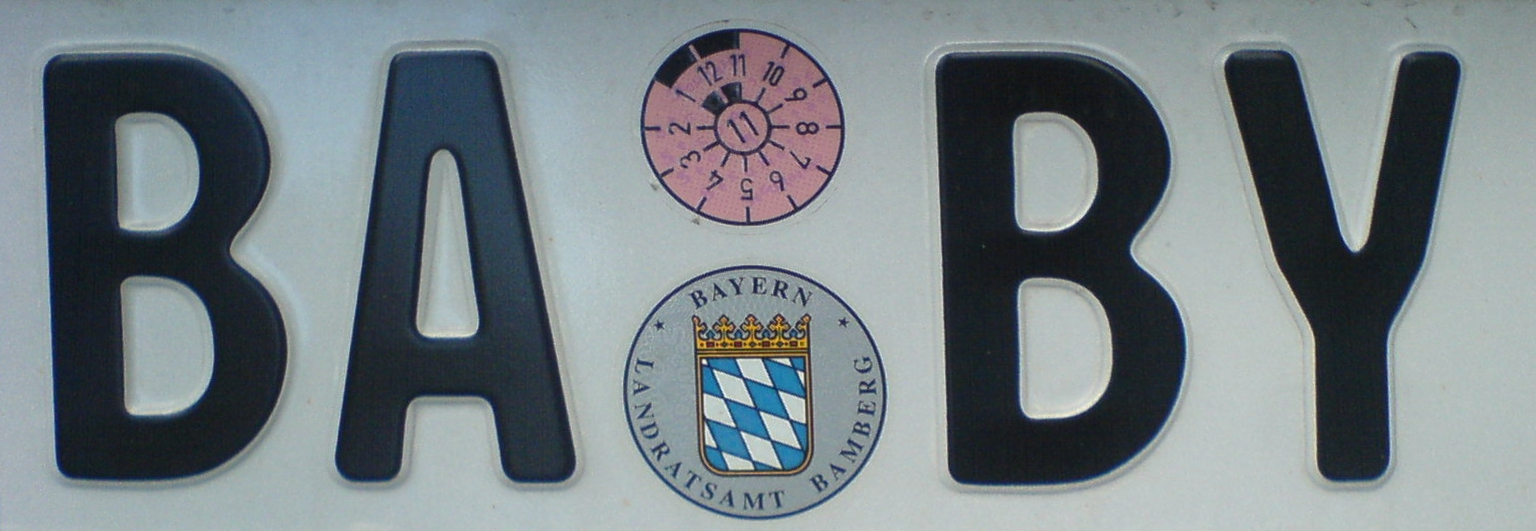
BABY
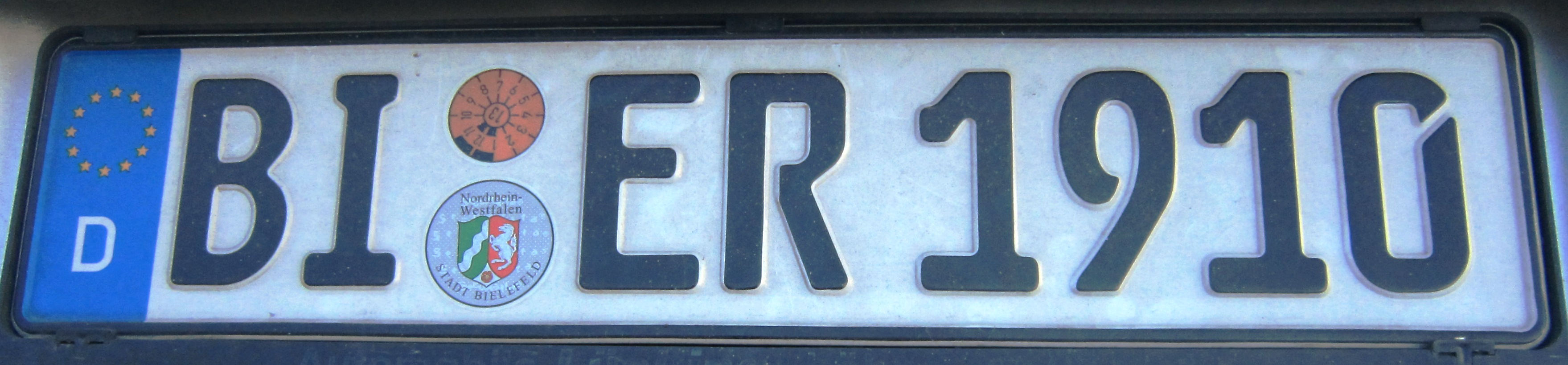
BIER
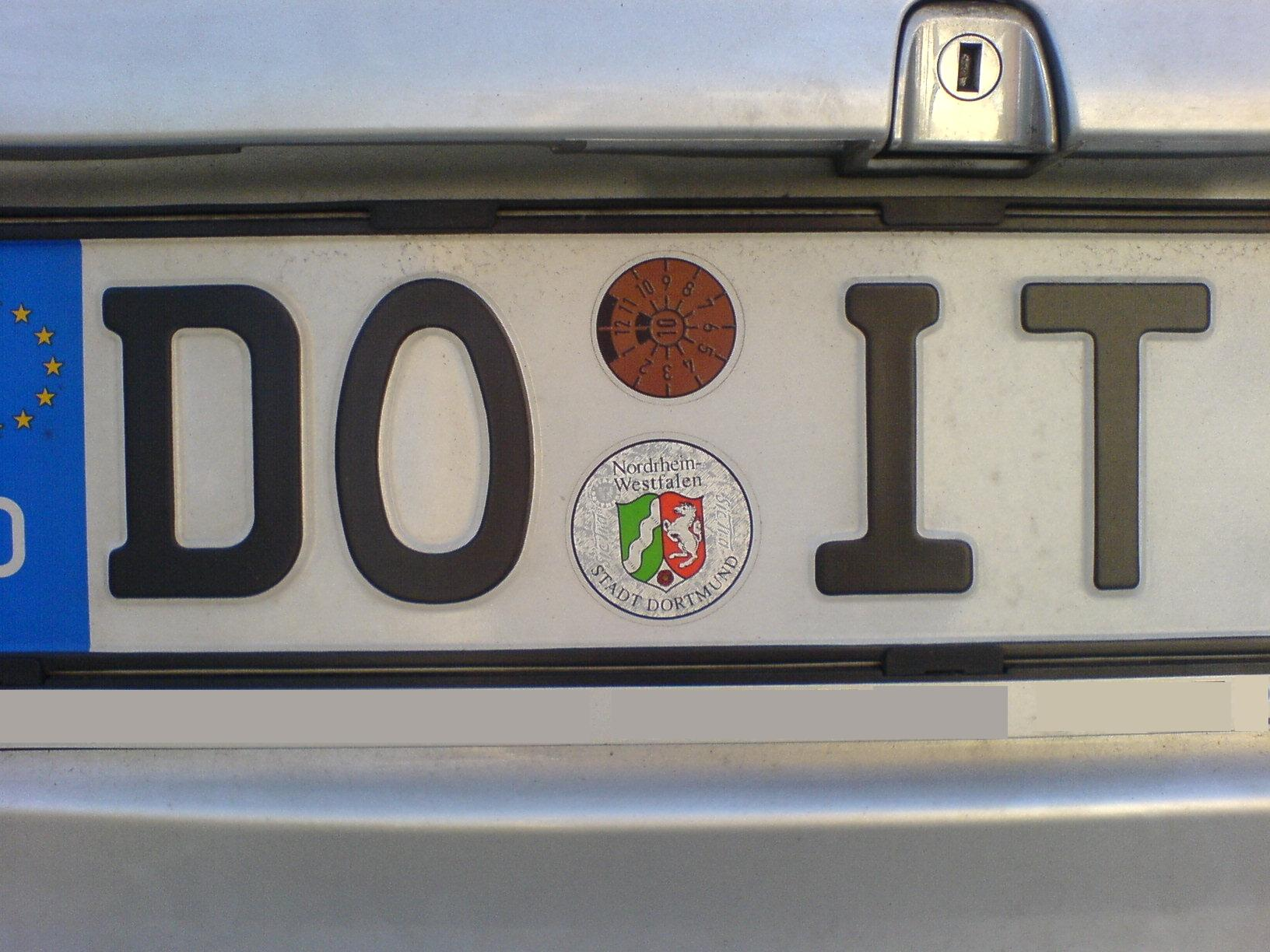
DO IT
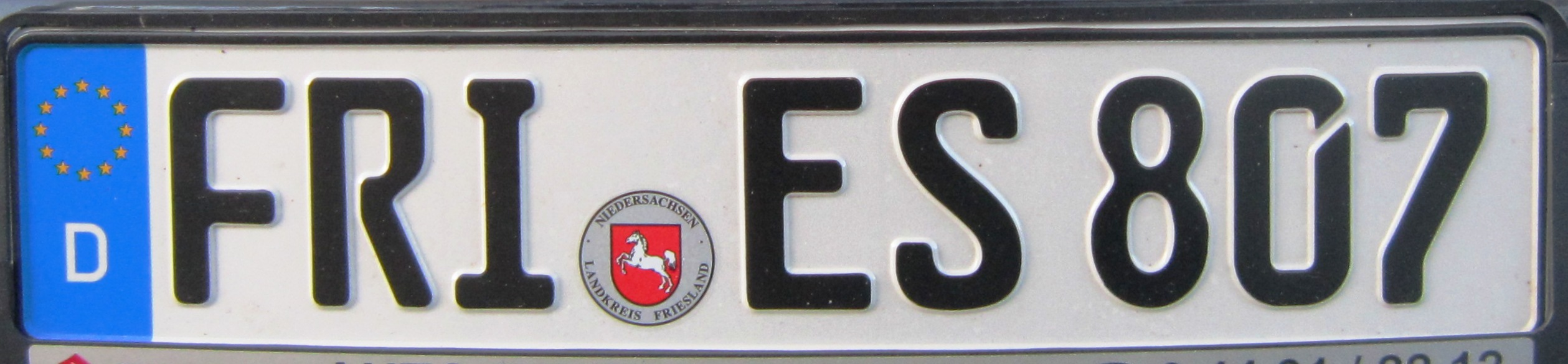
FRIES
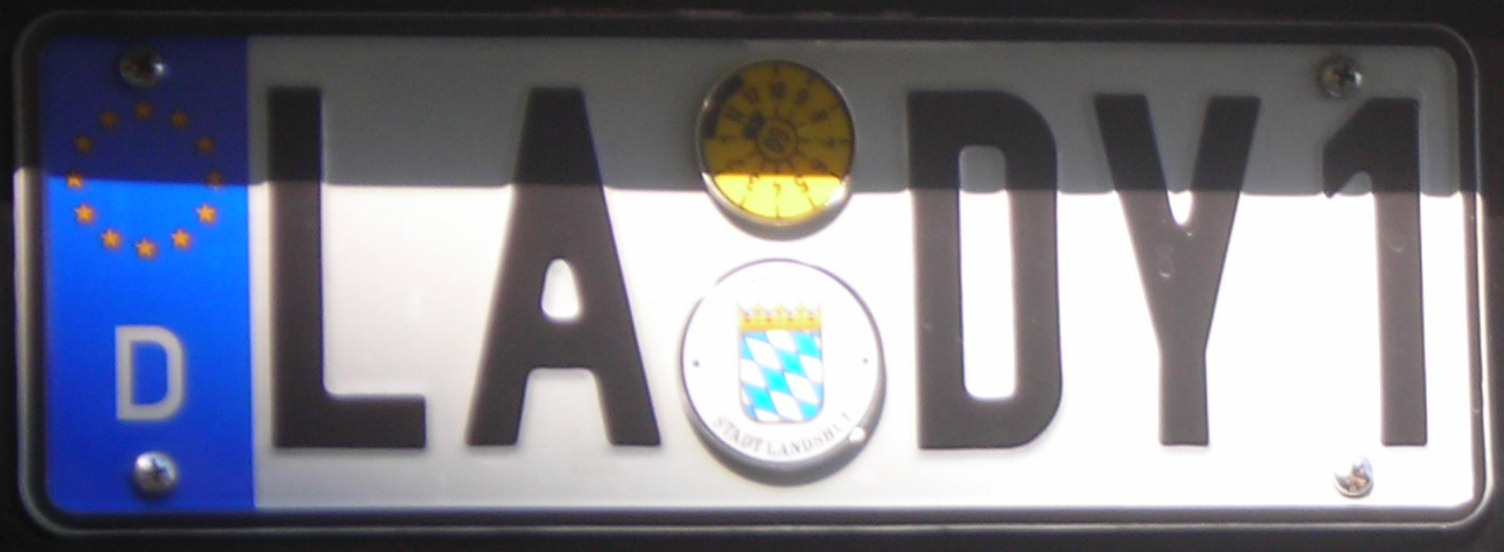
LADY
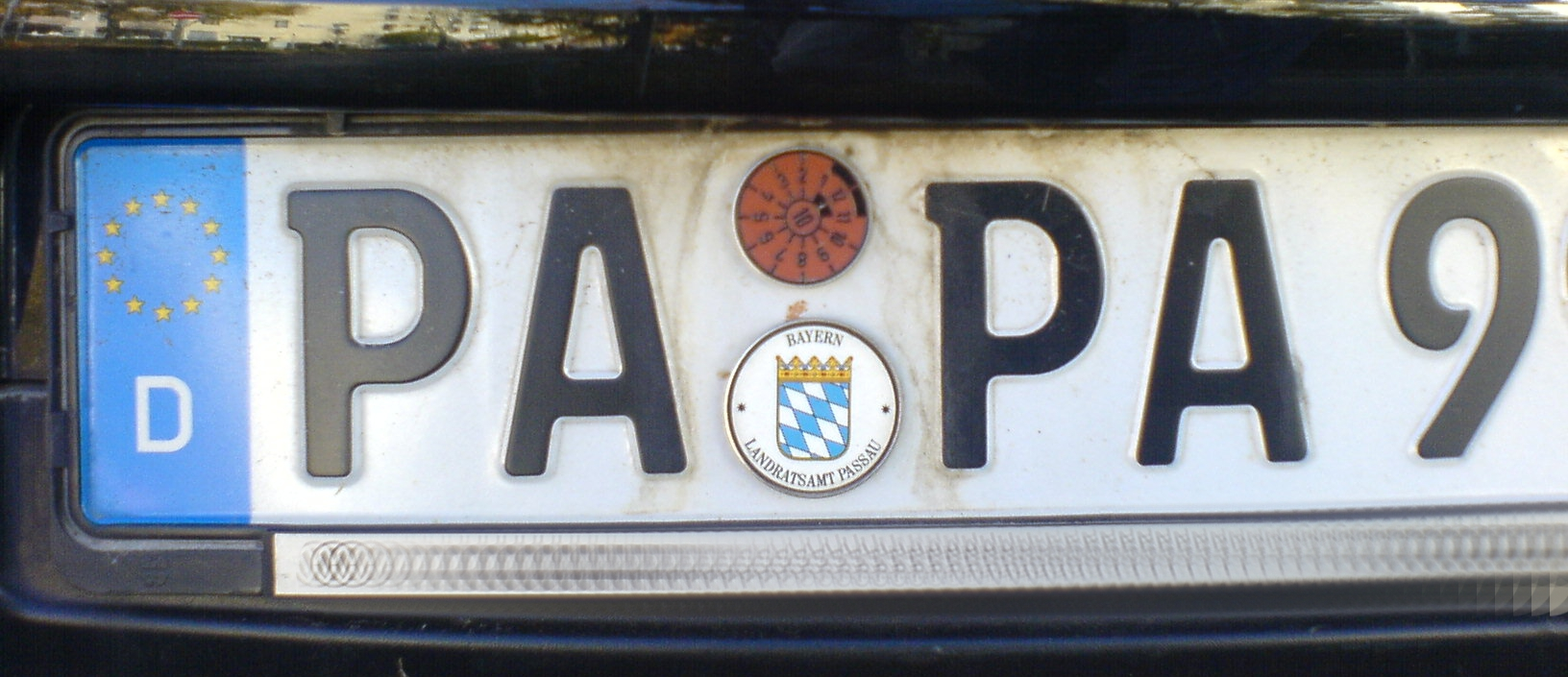
PAPA
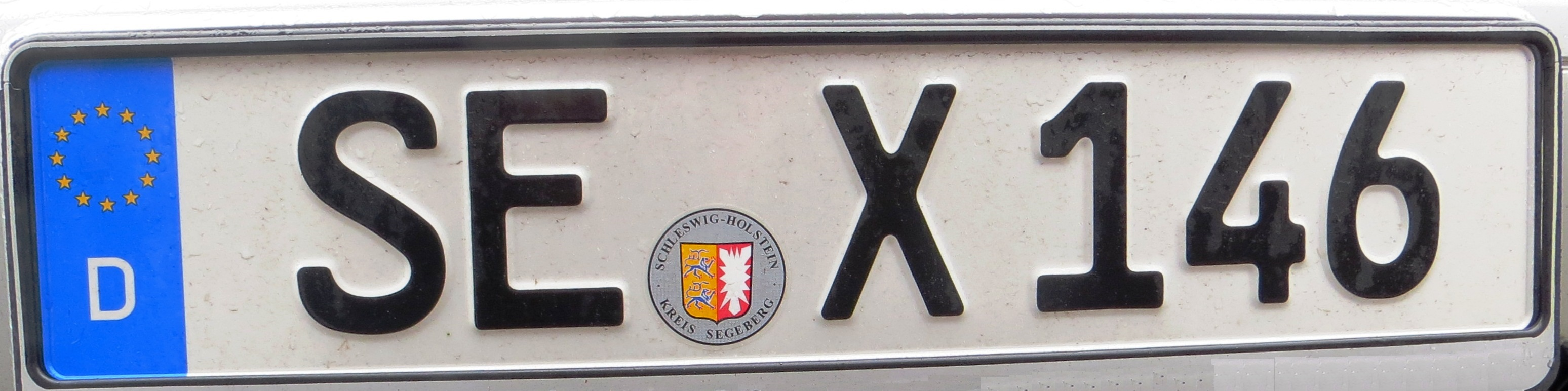
SEX
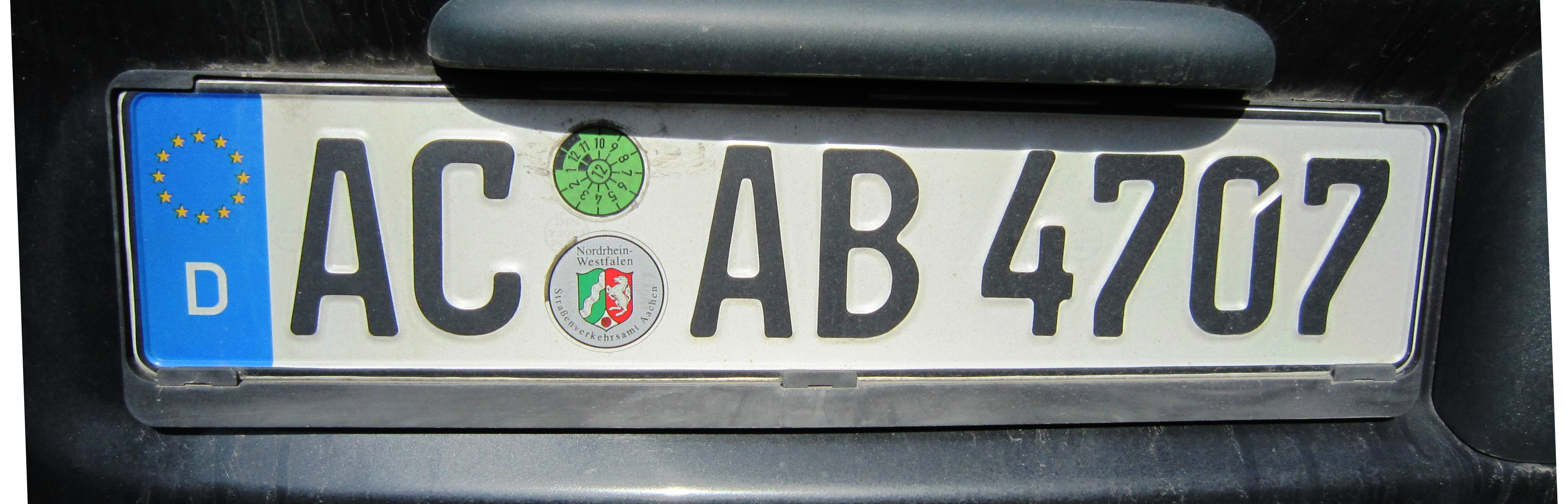
All Cops Are Bastards/beautiful

Politiek geïnspireerde lettercombinaties zoals NS (Nazionalsozialismus), STA-SI (stasi), HEI-L (heil Hitler), SS (Schutzstaffel), SA (Sturmabteilung), KZ (Konzentrationslager) en IZ-AN (nazi achterstevoren) worden door de autoriteiten geweerd maar soms slippen ze door de controle (zo is niet overal bekend dat AH of 18 in nazi-kringen een afkorting voor Adolf Hitler is). Dit neemt niet weg dat AH en HH (Heil Hitler) bestaan als regiocodes. Sommige districten weigeren een combinatie als die overeenkomt met iemands initialen, hoewel bij verkoop de nieuwe eigenaar van de auto het kenteken kosteloos mag veranderen. De meeste persoonlijke kentekens betreffen daarentegen onschuldige woordgrapjes.
De meeste bedrijven in Duitsland vragen ook een combinatie van letters aan. Zo rijden desgewenst alle auto's van één bedrijf met dezelfde combinatie rond. Alleen de cijfers achteraan verschillen. RÜD - MO 100 is bijvoorbeeld een (lease)auto van het bedrijf Motorola, met het hoofdkantoor in de buurt van Rüdesheim am Rhein.